# La Aurora (Guayas)
La Aurora ist eine Parroquia urbana („städtisches Kirchspiel“) im äußersten Süden des Kantons Daule in der ecuadorianischen Provinz Guayas. Die Parroquia besitzt eine Fläche von etwa 50 km². Die Einwohnerzahl lag im Jahr 2017 schätzungsweise bei 90.000.

## Lage
Der Ort La Aurora befindet sich am linken Flussufer des Río Daule etwa 15 km nördlich vom Stadtzentrum von Guayaquil. Die Parroquia liegt am östlichen Flussufer des Río Daule am Nordrand des Ballungsraumes von Guayaquil. Das Gebiet wurde im Jahr 2001 zu einer Parroquia urbana satélite erhoben. Der Ort La Aurora hatte ursprünglich etwa 400 Einwohner. Seit den 2000er Jahren wird dessen Umgebung großflächig mit Urbanizaciónes cerradas (bewachte oder geschlossene Wohnanlagen) zugebaut. Entsprechend stark wächst die Einwohnerzahl.
Die Parroquia La Aurora grenzt im Osten und im Südosten an den Kanton Samborondón, im Südwesten und im Westen an den Kanton Guayaquil sowie im Norden an die Parroquia Los Lojas.